# Jean-André Charial
Jean-André Charial, né le 7 juillet 1945 à Paris, est un chef cuisinier français propriétaire de Baumanière aux Baux-de-Provence, fondée par son grand-père Raymond Thuilier en 1945, et du restaurant gastronomique, L'Oustau de Baumanière, qui détient trois étoiles au Guide Michelin.

## Biographie

### Jeunesse et formation
Jean-André Charial est né la même année que Baumanière qui a ouvert à Noël 1945. Il est le petit-fils de Raymond Thuilier,  créateur de l’Oustau de Baumanière, et le fils de Jeanne Savy-Thuilier, épouse de Lucien Charial. Enfant, il a passé de nombreuses vacances dans le domaine du "Val d’Enfer" et en a gardé un souvenir ébloui.
En 1962, Jean-André Charial décroche son baccalauréat et intègre HEC en 1964 dont il sort diplômé en 1967 après un stage de deuxième année au Waldorf Astoria à New York. Il effectue ensuite son service national en Tunisie dans la coopération comme directeur d'hôtel à Skanes.
Le 1er mars 1969, il arrive à Baumanière, à la demande de son grand-père Raymond Thuilier, et commence par la gestion et l'administration.

### Carrière
À partir de 1970, il passe en salle et en 1973, il travaille en cuisine. C'est à ce moment-là qu'il passe chez les plus grands: Troisgros, Chapel, Haeberlin, Bocuse, Girardet notamment pour compléter sa formation 
Depuis cette époque, il fait la cuisine de l’Oustau de Baumanière avec son grand père, puis tout seul au décès de Raymond Thuilier en 1993.
En 1985, à la demande de la chaîne hôtelière Taj, il parraine un restaurant à Londres dans un hôtel appartenant à la chaîne, le Saint James Court hotel Buckingham Gate : l’Auberge de Provence. L’aventure londonienne s’arrête en 2003 lors de la vente de l’hôtel à Crown Plazza.
En 1987, il devient consultant pour l’hôtel Myako à Kyoto et donne des cours dans la fameuse école Hattori.
En 1988, Jean-André Charial crée le vignoble « Château Romanin » en Viticulture biodynamique en association avec Monsieur Peyraud. (Appellation les Baux de Provence) et en sera gérant jusqu’en 2002. Puis, il poursuit le principe de la Biodynamie au sein du Domaine de Lauzières, de son ami Jean-Daniel Schlaepfer, où sont aujourd’hui produites 8 000 bouteilles de l’« Affectif », son nouveau vin à base de vieux grenaches. Lorsqu’on lui demande si «l’Affectif» c’est lui, il répond par une pirouette prétextant que ce nom de rouge est né d’une conversation avec son ami Georges Wolinski au sujet du Premier ministre. « Jean-Pierre Raffarin, il carbure à l’affectif … » aurait dit Wolinski au détour d’une phrase. Saisissant la formule au bond, il retient le qualificatif pour la première cuvée de son nouveau vin rouge .
En 1993, au décès de son grand-père, il entreprend d’importants investissements à l’Oustau de Baumanière et à la Cabro d’Or, aujourd'hui hôtels de luxe en Provence 5 étoiles, puis fidèle à l’inspiration de son grand-père, il développe l’entreprise familiale. En 2005, il ouvre un bistrot sur la place de Maussane-les-Alpilles, appelé La Place qu'il revendra 10 ans plus tard. Puis en 2007, il rachète le fonds de commerce du Prieuré à Villeneuve-lès-Avignon, ancien couvent devenu hôtel Relais & Châteaux. La même année, il crée un Spa à Baumanière. En 2009-2010, à la demande de la famille Boix-vive, anciens propriétaires des Skis Rossignol, il prend la direction du restaurant du Strato à Courchevel où il obtient deux étoiles au Guide Michelin en 2010.
En 2015, il crée l'espace La Table d'hôtes à La Cabro d'Or, afin de faire découvrir l'esprit de Baumanière à un public plus large.

## Autres fonctions
- Vice-président de la Chambre Syndicale de la Haute Cuisine depuis la fondation en 1986 jusqu’à 1996.
- Membre du conseil d'administration des Relais & Châteaux de 1987 à 2005.
- Membre du Comité Colbert, du Comité Mistral.
- Président du Syndicat des Vignerons des Baux 1999 à 2012.
- Adjoint au maire des Baux-de-Provence de 1996 à 2001.

## Établissements
- Hôtel Baumanière les Baux de Provence, Relais et Châteaux
- Restaurant L'Oustau de Baumanière ; restaurant  au Michelin
- Restaurant la Cabro d'Or
- Baumanière le Spa
- Hôtel le Prieuré à Villeneuve-lès-Avignon, Relais et Châteaux, restaurant  au Michelin

## Distinctions
- Chevalier de l'ordre national du Mérite en 1991.
- Chevalier de la Légion d'honneur (2020) décret du 31 décembre 2020 portant promotion et nomination dans l'ordre national de la Légion d'honneur

## Vie privée
Remarié avec Geneviève Charial depuis 1995. 3 enfants de son premier mariage : Marie-Noëlie, Lucie et Thomas décédé en 1995, un enfant adopté : Xuan.

## Ouvrages
- Auteur d'un livre de cuisine avec son grand-père Monsieur THUILIER Baumanière chez vous – 1989 – Édition Plon.
- Un deuxième ouvrage Bouquet de Provence publié tout d'abord en anglais puis en français en 1991. Éditions Solar,
- Troisième ouvrage « l’Oustau de Baumanière » Éditions du Rocher 1995.
- Quatrième ouvrage « Les recettes de légumes de l’Oustau de Baumanière »  -  Éditions Equinoxe 1999.
- Cinquième ouvrage, Les Saveurs de Provence, livre de recettes en collaboration avec Isabelle De Borghrave, Illustratrice. Éditions Flammarion publié en 2005 et Rizzoli aux USA.
- Sixième ouvrage, « Une année de cuisine dans les Alpilles » publié en 2007 aux Éditions Minerva.
- Septième ouvrage, « Déjeuner en Provence » - 2012 – Flammarion
- Huitième ouvrage, « Oustau de Baumanière » - 2013 – Éditions Glénat.
- Neuvième ouvrage, Le Strato - 2013 – Éditions Glénat.